# Ácido sulfúrico (novela)
Ácido sulfúrico (en francés: Acide Sulfurique) es una novela escrita por Amélie Nothomb. Fue publicada por primera vez en el año 2005. En ella se detallan los pensamientos y las actividades de las personas involucradas en un reality show que recrea un campo de concentración.
El libro provocó reacciones fuertes, tanto a favor como en contra. Nothomb fue invitada posteriormente para explicar con más detalle la idea del libro en un programa de televisión conducido por su amigo Frédéric Beigbeder.

## Argumento

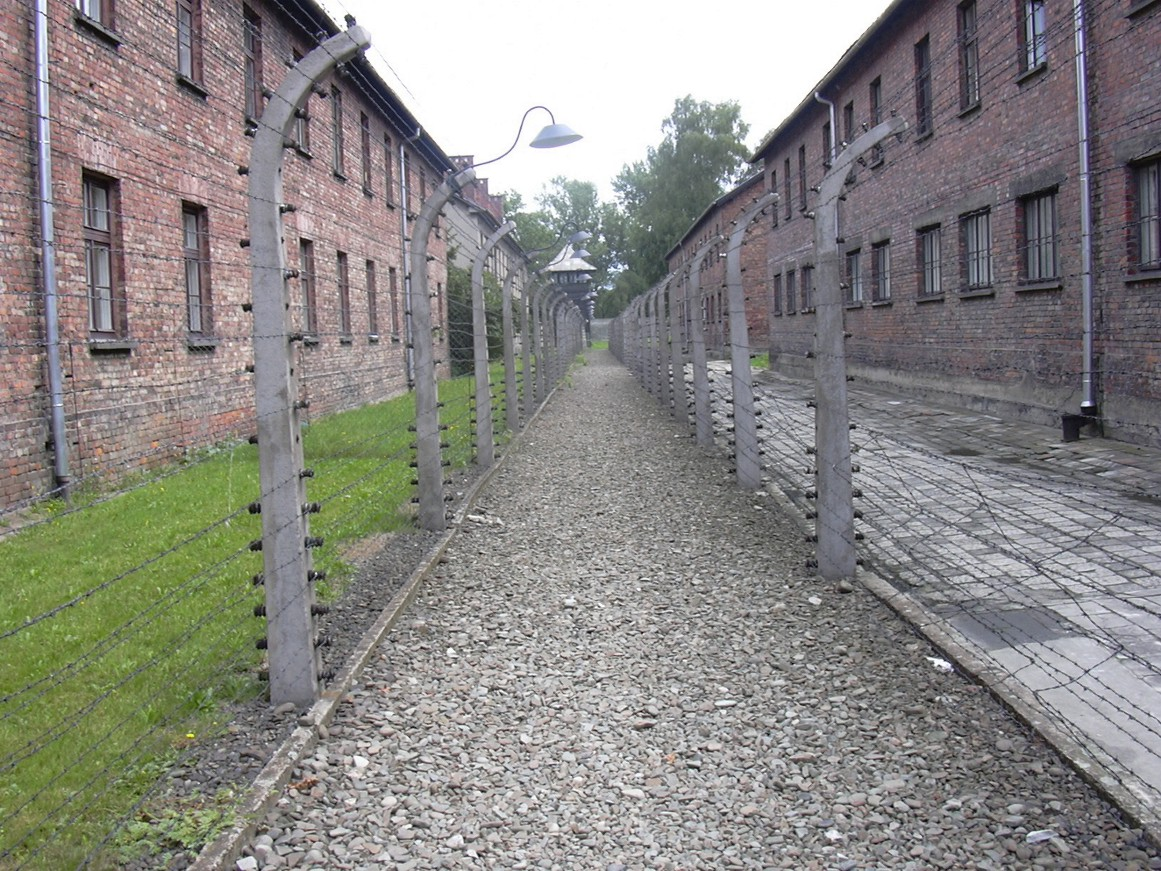
Auschwitz, campo de concentración ubicado en Polonia.

Para un reality show de televisión llamado Concentración, prisioneros participantes son escogidos al azar de la población y secuestrados en redadas. Las condiciones de vida en el campamento son deplorables. Los presos están desnutridos y enfermos, además de ser insultados y golpeados constantemente por los guardias (llamado "Kapos"). 
Cada día, dos presos se eligen y son asesinados ante las cámaras de televisión. Zdena, una de las guardias, se enamora de Pannonique, la heroína del libro y presa conocida en el campo por su número de identidad CKZ 114. Zdena quiere saber el verdadero nombre de Pannonique y ella está dispuesta a hacer cualquier cosa para saberlo. Es así como este reality show se va haciendo cada vez más popular, siendo el momento más esperado cuando, cada semana, los telespectadores pueden participar en el concurso gracias al televoto: sin moverse de sus casas pueden eliminar-ejecutar a uno de los participantes del show. 
- Datos: Q2823308